# You May Be Right
«You May Be Right» (en español: —«Puede que tengas razón»—) es una canción compuesta y escrita por Billy Joel.

## Recepción
En 1980, Cash Box dijo que la canción era «ingeniosa, urbana y enérgica», y que la «guitarra eléctrica» que se toca en ella «recuerda a Chuck Berry y The Rolling Stones». Por su parte, Record World comentó que «la energía rockera de Joel combina bien con sus melodías pop en este corte sensacional».

## Créditos y personal
- Billy Joel – composición, voz, piano acústico y armónica.
- Dave Brown – guitarra eléctrica.
- Russell Javors – guitarra eléctrica.
- Doug Stegmeyer – bajo eléctrico.
- Liberty DeVitto – batería y percusión.
- Richie Cannata – solo de saxofón.
- Phil Ramone – producción.